# Asesinato de Julia Martha Thomas
El asesinato de Julia Martha Thomas, apodado el "misterio Barnes" o el "asesinato Richmond" por la prensa, fue uno de los crímenes más célebres a fines del siglo XIX en el Reino Unido. Thomas, una viuda en sus cincuenta que vivía en Richmond, al suroeste de Londres, fue asesinada el 2 de marzo de 1879 por su sirvienta, Kate Webster, una irlandesa de treinta años con un historial de robo. Webster se deshizo del cuerpo desmembrándolo, hirviendo la carne sin los huesos y tirando la mayor parte de los restos al río Támesis. Se presume, aunque nunca fue probado, que había ofrecido la grasa a vecinos y niños de la calle como manteca de cerdo. Parte de los restos de Thomas fueron posteriormente recuperados del río. Su cabeza cortada no fue hallada hasta octubre de 2010, cuando el cráneo fue encontrado durante trabajos de construcción llevados a cabo por encargo de Sir David Attenborough.
Después del asesinato, Webster se hizo pasar por Thomas por dos semanas, pero fue desenmascarada y huyó a Irlanda, a la casa de su tío en Killanne, cerca de Enniscorthy, en el condado de Wexford. Fue arrestada allí el 29 de marzo y enviada de regreso a Londres, donde enfrentó un juicio en el Old Bailey en julio de 1879. Tras un proceso de seis días, fue condenada y sentenciada a la pena de muerte, después de que un jurado de matronas rechazara un intento de último minuto para evitar la pena de muerte al alegar que estaba embarazada. Finalmente, confesó el asesinato la noche antes de ser ahorcada, el 29 de julio, en la prisión Wandsworth. El caso atrajo un inmenso interés y fue ampliamente cubierto por la prensa en Gran Bretaña e Irlanda. El comportamiento de Webster después del crimen y durante el juicio incrementaron la notoriedad del asesinato.

## Antecedentes

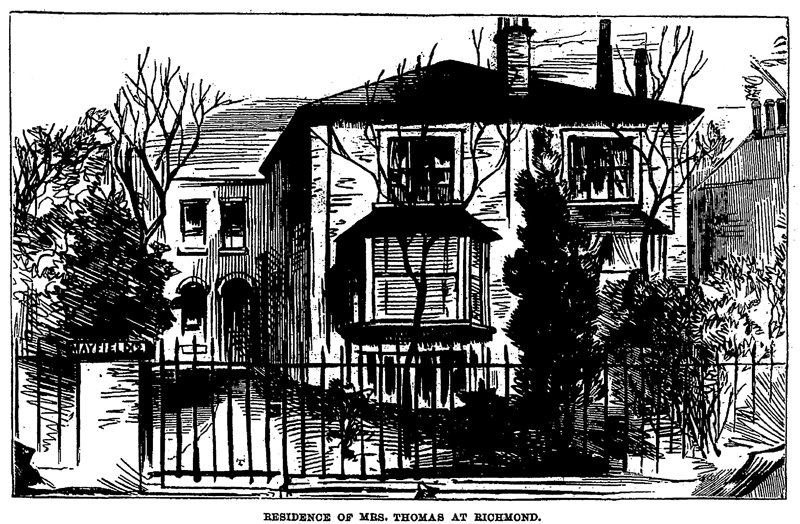
Mayfield Cottages, la casa de Julia Martha Thomas en Richmond. Vivía en la porción a la mano izquierda (número dos) del dúplex.

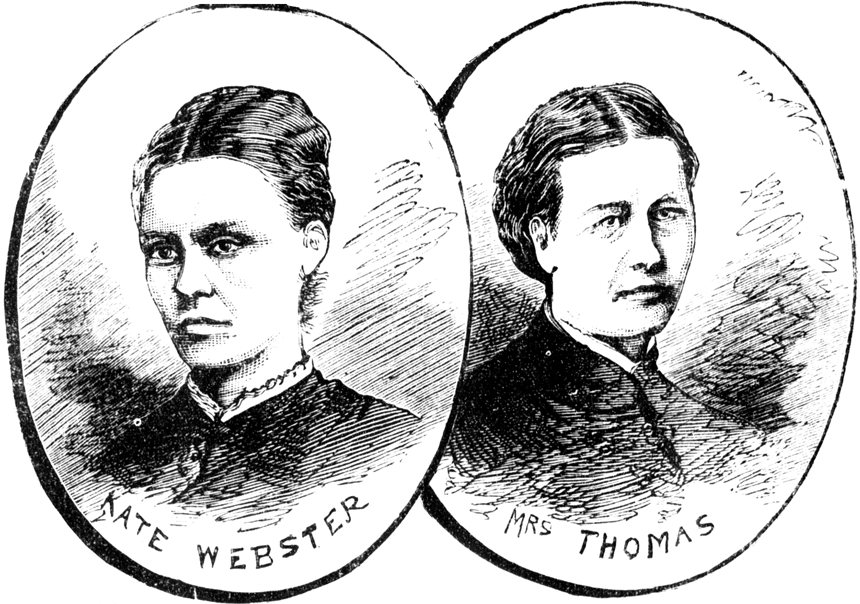
Kate Webster (a la izquierda) y Julia Martha Thomas (a la derecha)

Julia Martha Thomas era una exprofesora de escuela que había quedado dos veces viuda. Desde la muerte de su segundo esposo en 1873, había vivido sola en 2 Mayfield Cottages (también conocido como 2 Vine Cottages) en Park Road, Richmond. La casa era una villa dúplex construida en piedra con un jardín en el frente y la parte posterior. El área no estaba densamente poblada en esa época, aunque su casa estaba cerca de un pub llamado “El agujero en la pared”.
Thomas fue descrita por su médico George Henry Rudd como "una mujer pequeña y bien vestida", que tenía alrededor de 54 años de edad. Según Elliot O'Donnell, quien resumió relatos contemporáneos en su introducción a una transcripción del juicio de Webster, se dijo que Thomas habría tenido un “temperamento excitable” y era considerada por sus vecinos como excéntrica. Viajaba con frecuencia, dejando a sus amigos y familiares sin noticias de su paradero por semanas o incluso una vez por meses. Era miembro de la clase media baja y, como tal, no era adinerada, pero habitualmente se engalanaba y usaba joyería para dar la impresión de prosperidad. Su deseo por emplear a un sirviente doméstico probablemente tenía mucho que ver con el estatus, como con la practicidad. Sin embargo, tenía una reputación de ser una empleadora severa y sus hábitos irregulares hicieron que tuviera dificultades para encontrar y retener a sus criados. Antes de 1879, solo había podido mantener una doméstica en un periodo de tiempo.
El 29 de enero de 1879, Thomas contrató a Kate Webster como su sirvienta. Webster había nacido con el nombre Kate Lawler en Killanne en el condado de Wexford, Irlanda, alrededor de 1849. Fue descrita por el The Daily Telegraph como "una mujer fuerte, de unos 1.65 m, de tez cetrina y cubierta de pecas, con grandes y prominentes dientes". Los detalles de su vida anterior no son claros, dado que muchas de sus posteriores declaraciones autobiográficas probaron no ser confiables, pero dijo haber estado casada con un capitán de navío llamado Webster, con quien tuvo cuatro hijos. Según su versión, todos los niños murieron, al igual que su esposo, con poco tiempo de diferencia entre cada muerte. Fue apresada por hurto en Wexford en diciembre de 1864, cuando solo tenía 15 años, y llegó a Inglaterra en 1867. En febrero de 1868, fue sentenciada a cuatro años de servidumbre penal por cometer el mismo crimen en Liverpool.
Fue liberada en enero de 1872 y para 1873 se había mudado a Rose Gardens en Hammersmith, Londres, donde entabló amistad con una familia vecina llamada Porter. El 18 de abril de 1874, dio a luz a un niño, a quien llamó John W. Webster, en Kingston upon Thames. La identidad del padre no pudo ser determinada, pues nombró a tres hombres diferentes en varias oportunidades. Uno de ellos, un hombre llamado Strong, fue su cómplice en robos. Posteriormente, alegó haber sido forzada a cometer crímenes dado que había sido “abandonada por él y cometió crímenes con el propósito de sostenerme y al niño”. Se mudó frecuentemente alrededor del oeste de Londres usando varios seudónimos, incluyendo Webb, Webster, Gibbs, Gibbons y Lawler. Mientras vivía en Teddington, fue arrestada y condenada en mayo de 1875 por 36 cargos de hurto. Fue sentenciada a dieciocho meses en la prisión Wandsworth. No mucho después de dejar la prisión, fue arrestada nuevamente por hurto y fue sentenciada a otros doce meses de cárcel en febrero de 1877. En su ausencia, su hijo fue cuidado por Sarah Crease, una amiga que trabajaba como sirvienta para una tal Miss Loder en Richmond.
En enero de 1879, Sarah Crease se sintió enferma y Webster la reemplazó temporalmente en la casa de Loder. Loder conocía a Julia Martha Thomas como amiga y sabía de su deseo de encontrar a una doméstica. Recomendó a Webster sobre la base de ese trabajo temporal anterior para ella. Cuando Thomas conoció a Webster, la contrató y no parece haber hecho preguntas sobre la reputación o el pasado de Webster. Después de que Webster fue contratada por Thomas, la relación entre las dos mujeres parece haberse deteriorado rápidamente. A Thomas le disgustaba la calidad del trabajo de Webster y la criticaba con frecuencia. Webster posteriormente dijo:

En un inicio, pensé que era una anciana agradable… pero me di cuenta que era muy difícil y que solía hacer muchas cosas para molestarme durante mi trabajo. Cuando hube terminado mi trabajo en las habitaciones, solía ir detrás de mí y señalar los lugares donde, según ella, no había limpiado, mostrando evidencia de un espíritu desagradable hacia mí.

A su vez, Webster estaba cada vez más resentida con Thomas, al punto de que Thomas intentó persuadir a sus amigos para que se quedaran con ella, pues no le gustaba estar sola con Webster. Se dispuso que Webster dejaría el servicio de Thomas el 28 de febrero. Thomas registró su decisión en lo que iba a ser la última entrada en su diario: «Di aviso a Katherine para que se marche».

## Asesinato y eliminación del cuerpo

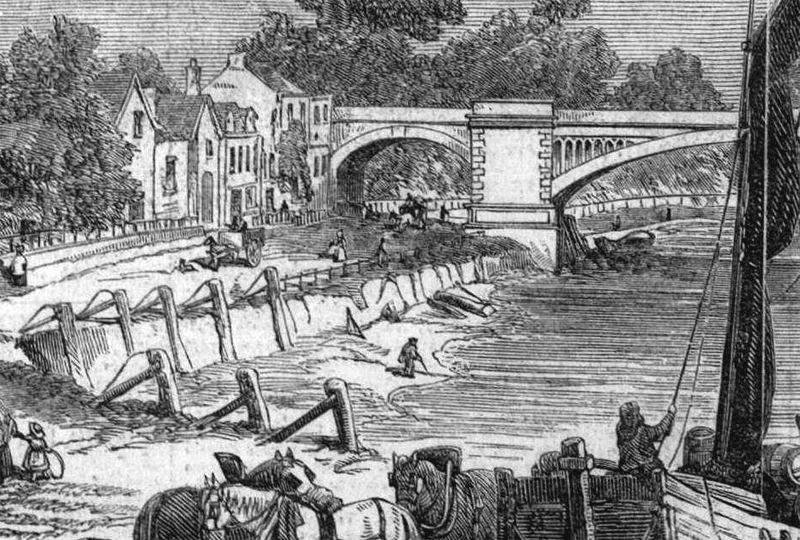
El río Támesis, debajo del puente ferroviario de Barnes, donde se encontró una caja que contenía los restos de Thomas el 5 de marzo de 1879, después de ser arrojada al río el día anterior por Webster.

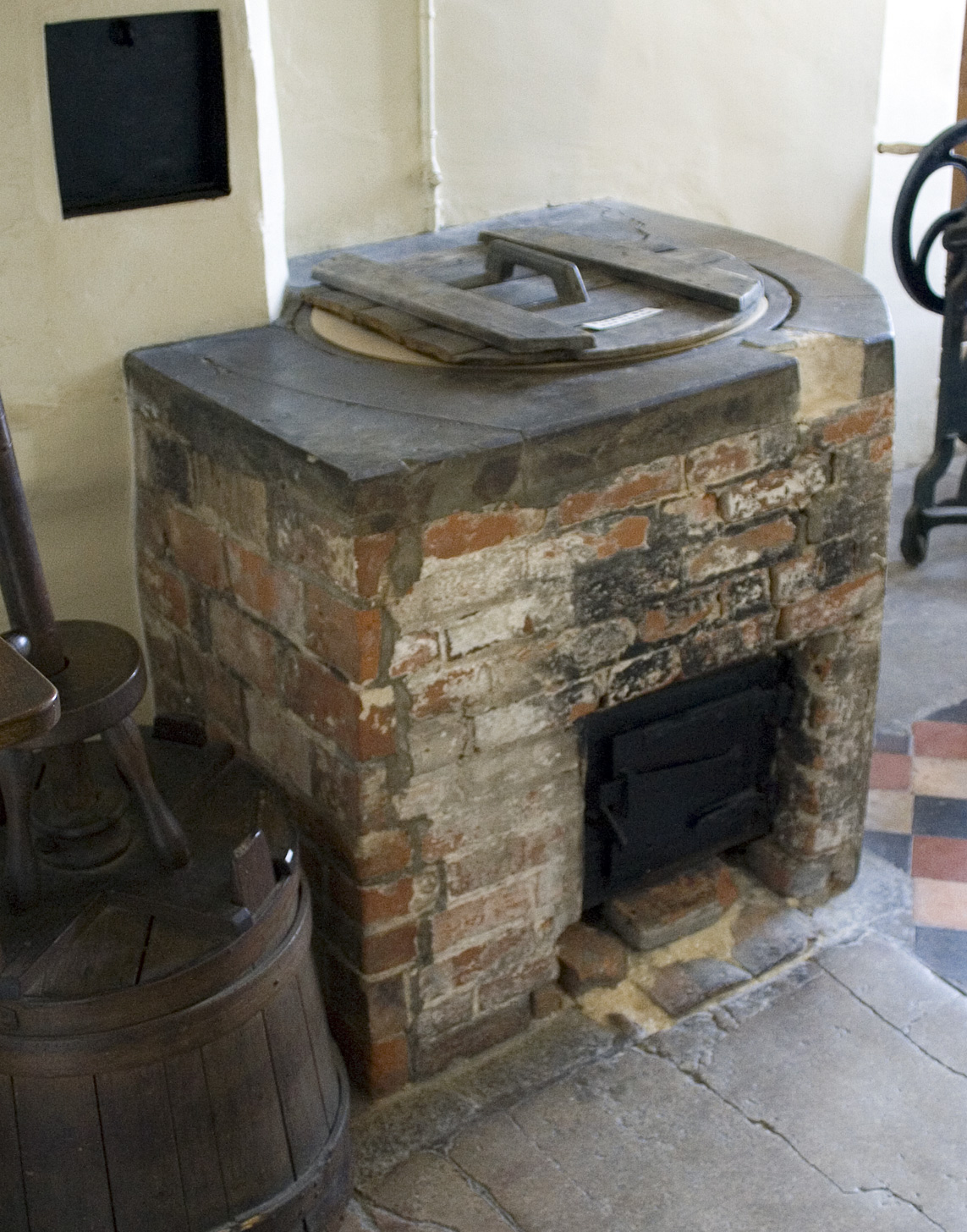
Webster hirvió el cuerpo desmembrado de Thomas en un lavandería de cobre como esta.

Webster persuadió a Thomas para que se quedara por otros tres días, hasta el domingo 2 de marzo. Tenía la tarde del domingo libre y se esperaba que regresara a tiempo para ayudar a Thomas para prepararse para el servicio de la tarde en la iglesia presbiteriana local; sin embargo, en esta ocasión, Webster visitó la taberna local y regresó tarde, retrasando la salida de Thomas. Ambas mujeres discutieron y varios miembros de la congregación informaron más tarde que Thomas había aparecido «muy agitada» al llegar a la iglesia. Le dijo a otra feligresa que había sido retrasada por «la negligencia de su sirvienta en regresar a casa a la hora adecuada» y dijo que Webster había «caído en una terrible pasión» al ser reprendida. Thomas regresó a casa desde la iglesia temprano, alrededor de las 9 p. m., y confrontó a Webster. Según la confesión final de Webster:

La Sra. Thomas llegó y fue al segundo piso. Fui tras ella y tuvimos una discusión, que se convirtió en una pelea y, en lo peor de mi enojo y rabia, la tiré desde lo alto de las escaleras a la planta baja. Tuvo una fuerte caída y me alteré por lo que había ocurrido, perdí todo control sobre mí y, para evitar sus gritos y meterme en problemas, la cogí por el cuello y, en la lucha, se ahogó y la tiré al suelo.

Las vecinas, una mujer llamada Ives (quien era la casera de Thomas) y su madre, escucharon un ruido seco como de una silla cayendo, pero no le prestaron atención en ese momento. Al lado, Webster comenzó a deshacerse del cuerpo por medio del desmembramiento y, luego, hirviéndolo en una lavandería de cobre y quemando los huesos en el hogar. Más tarde, describió sus acciones:

Tomé la determinación de acabar con el cuerpo lo mejor que pudiera. Separé la cabeza del cuerpo con la ayuda de una navaja, que usé para cortar la carne después. También usé una sierra y un cuchillo de trinchar para cortar el cuerpo. Preparé el cobre con agua para hervir el cuerpo y evitar su identificación; y, tan pronto como logré cortarlo, lo coloqué en el cobre y lo herví. Abrí el estómago con el cuchillo de trinchar y quemé la mayor cantidad de partes que pude.

Las vecinas notaron un olor raro y desagradable. Webster dijo más tarde cómo «superó en gran medida tanto la horrible visión ante ella como el olor»; sin embargo, la actividad de 2 Mayfield Cottages no parecía ser fuera de la común, como que era costumbre en muchos hogares que el lavado comenzara temprano en la mañana del lunes. El par de días siguientes, Webster continuó limpiando la casa y la ropa de Thomas y montó un espectáculo de normalidad para las personas que solicitaban órdenes. Detrás de las escenas, ella estaba empacando los restos desmembrados de Thomas en un maletín negro y una caja de madera. No pudo hacer caber la cabeza de la mujer asesinada ni uno de los pies dentro de los contenedores y se deshizo de ellos por separado, dejando el pie sobre un montón de basura en Twickenham. La cabeza fue enterrada bajo los establos del pub Hole in the Wall a poca distancia de la casa de Thomas, donde fue encontrada 131 años después.
El 4 de marzo, Webster viajó a Hammersmith para ver a sus antiguos vecinos, los Porter, a quienes no había visto en seis años. Llevando un vestido de seda de Thomas y un maletín que había llenado con algunos de los restos de Thomas, Webster se presentó a los Porter como la "Sra. Thomas". Afirmó que desde la última reunión con ellos, se había casado, había tenido un hijo, había enviudado y una tía le había dejado una casa en Richmond. Invitó a Porter y a su hijo Robert al pub Oxford and Cambridge Arms en Barnes. A lo largo del camino, se deshizo de la maleta que estaba llevando, probablemente, tirándola en el río Támesis, mientras los Porter estaban en el pub bebiendo. Nunca fue encontrada. Webster, entonces, pidió al joven Robert Porter si la podía ayudar a cargar una caja pesada de 2 Mayfield Cottages a la estación. Mientras cruzaban el Richmond Bridge, Webster tiró la caja en el Támesis. Fue capaz de explicarlo y no despertó las sospechas de Robert.
Al día siguiente, la caja fue encontrada varada en aguas poco profundas junto a la orilla, alrededor de una milla río abajo. Fue descubierta por Henry Wheatley, un portero que conducía su carro por el puente ferroviario de Barnes, poco antes de las siete de la mañana. Inicialmente, pensó que la caja podía contener el producto de un robo. Recuperó la caja y la abrió, encontrando que contenía lo que parecían ser partes de un cuerpo envueltas en papel marrón. El descubrimiento fue inmediatamente informado a la policía y los restos fueron examinados por un médico, quien encontró que consistían en un tronco (sin las vísceras) y dos piernas (sin un pie) de una mujer. No había una cabeza y, luego, se asumió que había sido tirada al río de forma separada por Webster. Aproximadamente al mismo tiempo, un pie y un tobillo humano fueron encontrados en Twickenham. Aunque estaba claro que todos los restos pertenecían al mismo cadáver, no había nada que los conectara con Thomas y no había forma de identificar los restos. El médico que examinó las partes del cuerpo las atribuyó erróneamente a «una persona joven con cabello muy oscuro». Después de una investigación los días 10 y 11 de marzo, que resultó en un veredicto abierto sobre la causa de muerte, los restos sin identificar fueron enterrados en el cementerio Barnes el 19 de marzo. La prensa apodó el asesinato inexplicable como el «misterio Barnes», en medio de la especulación sobre si el cuerpo habría sido usado para la disección y estudios anatómicos.

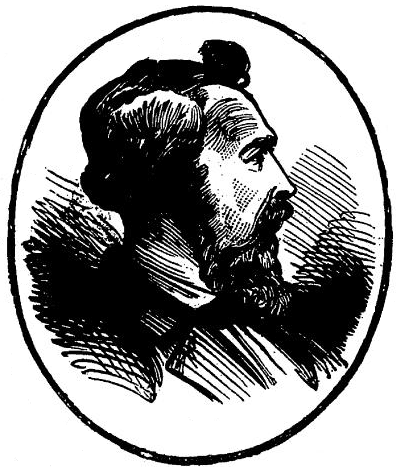
John Church, quien compró los muebles de Thomas por medio de Webster y fue falsamente implicado por Webster en el asesinato.

Posteriormente, se dijo que Webster había ofrecido dos potes de manteca de cerdo, que supuestamente había sido derretida de la grasa hervida de Thomas, a un vecino. No obstante, no se ofreció evidencia sobre esta acusación en el juicio posterior y parece probable que la historia sea meramente una leyenda, particularmente, cuando parecieron existir varias versiones de la historia. La propietaria de un bar cercano dijo que Webster había visitado su bar y trató de vender lo que llamó «el mejor goteo» de allí. Leonard Reginald Gribble, un escritor de criminología, comentó que «no hay pruebas aceptables de que tal venta repulsiva hubiera sido realizada y es más que posible que el episodio perteneciera por derecho con el resto de la vasta colección de historias apócrifas que se han acumulado, como es natural, acerca de las personas y los hechos de criminales famosos».
Webster continuó viviendo en 2 Mayfield Cottages: se hizo pasar por Thomas, usando la ropa de su anterior empleadora y trató con comerciantes bajo su nueva identidad asumida. El 9 de marzo llegó a un acuerdo con John Church para venderle los muebles de Thomas y otros productos para amueblar su pub, el "Sol Naciente". Estuvo de acuerdo en pagarle £ 68, con un pago provisional de £ 18 por adelantado. Para cuando llegaron las carretas de transporte el 18 de marzo, los vecinos tenían cada vez más sospechas, dado que no habían visto a Thomas por casi dos semanas. Su vecina de al lado Miss Ives preguntó a los encargados de los muebles quién había ordenado que los bienes fueran retirados. Ellos respondieron: "La señora Thomas" y señalaron a Webster. Al darse cuenta de que había sido descubierta, Webster huyó inmediatamente, cogió un tren a Liverpool y viajó desde allí a la casa de su familia en Enniscorthy. Mientras tanto, Church se percató de que había sido engañado. Cuando se puso a revisar la ropa de Thomas en la carreta de mudanza, encontró una carta dirigida a la verdadera Thomas. La policía fue llamada y empezó el registro de 2 Mayfield Cottages. Allí descubrieron manchas de sangre, falanges quemadas en el hogar y depósitos de grasa detrás del cobre, así como una carta dejada por Webster dando su dirección en Irlanda. De inmediato, se publicó un aviso de "pedido" dando una descripción de Webster y de su hijo.
Los detectives de Scotland Yard pronto descubrieron que Webster había huido a Irlanda a bordo de un barco a vapor en la compañía de su joven hijo. El jefe de la Royal Irish Constabulary (RIC, Real Policía Irlandesa) en Wexford se dio cuenta de que la mujer que estaba siendo buscada por Scotland Yard era la misma persona que sus fuerzas habían arrestado 14 años antes por hurto. La RIC fue capaz de rastrearla en la granja de su tío en Killanne, cerca de Enniscorthy, y la arrestaron allí el 29 de marzo. Fue llevada a Kingstown (actual Dún Laoghaire), desde donde viajó, en la custodia de hombres de Scotland Yard, de regreso a Richmond vía Holyhead. Al enterarse del crimen por el que se le imputaba, su tío se negó a dar cobijo a su hijo y las autoridades enviaron al niño a la casa de trabajo local, hasta el momento en que se pudiera encontrar un lugar para él en una escuela industrial.

## Juicio y ejecución de Kate Webster

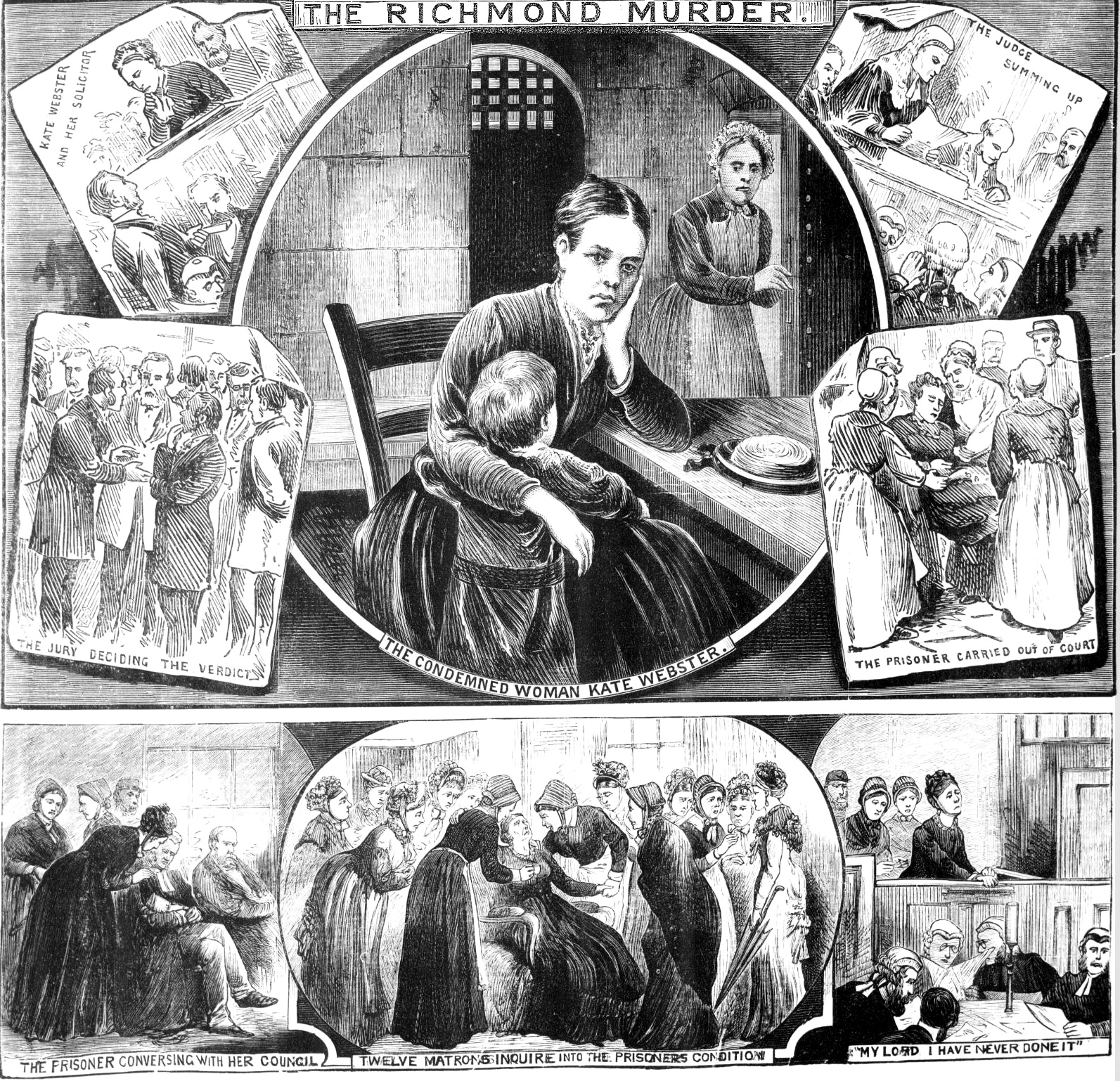
Una representación del juicio y condena de Kate Webster por The Illustrated Police News.

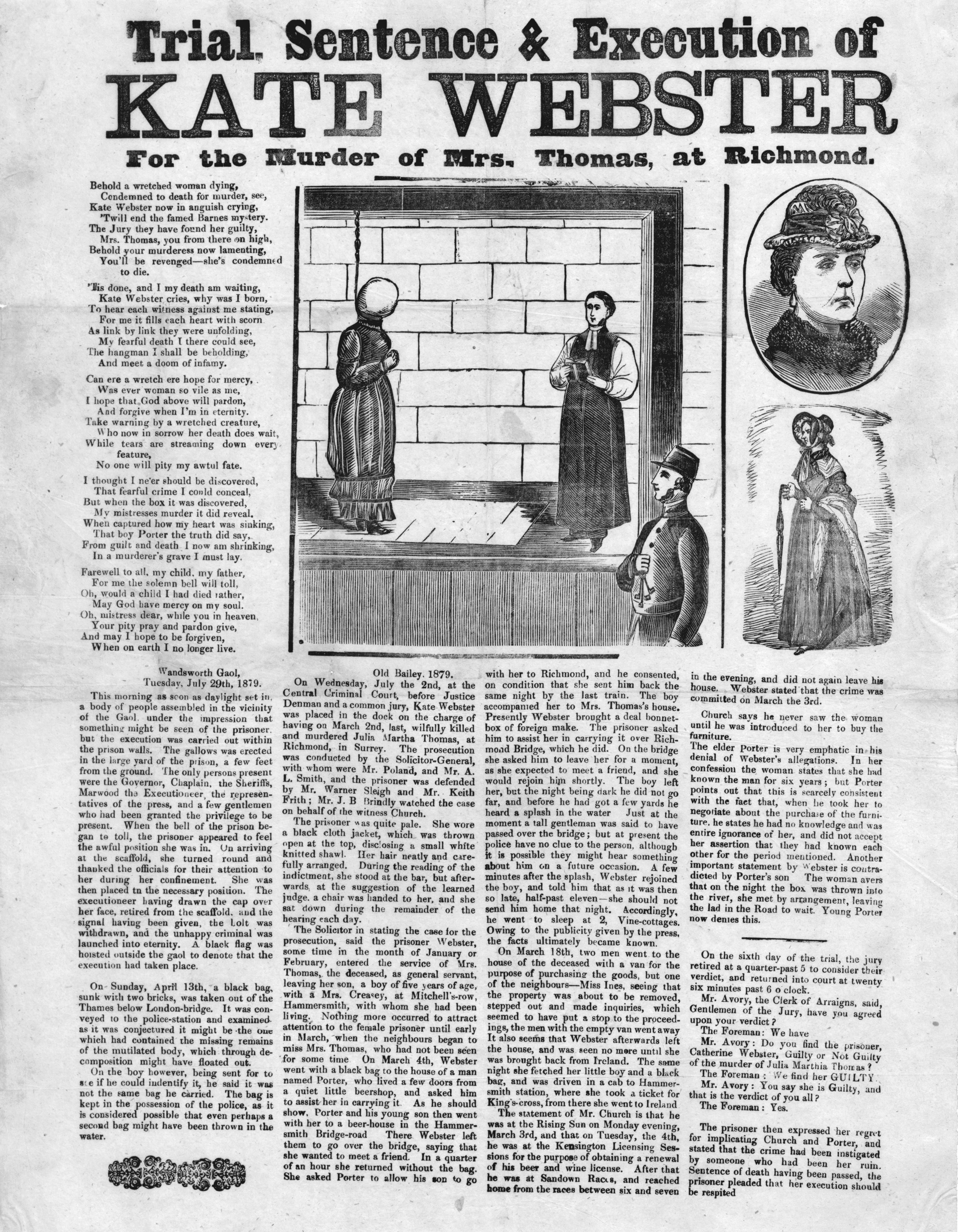
Un volante anónimo, publicado ca. julio de 1879, conmemora el juicio, la sentencia y la ejecución de Webster

El asesinato causó sensación en ambas orillas del mar de Irlanda. Cuando se conoció la noticia, mucha gente viajó a Richmond para ver Mayfield Cottages. El crimen fue tan famoso en Irlanda que cuando Webster viajó arrestada de Enniscorthy a Dublín, multitudes se reunieron para mirar boquiabiertas y abuchearla en casi todas las estaciones entre los dos lugares. Las audiencias de los magistrados previas al juicio contaron con la asistencia de «muchas personas privilegiadas y curiosas... incluyendo no pocas mujeres», según el Manchester Guardian. The Times informó que la primera aparición de Webster en la Corte de magistrados de Richmond fue recibida por «una inmensa muchedumbre ayer alrededor del edificio... y prevaleció una gran emoción».
Webster fue a juicio en el Tribunal Central de lo Penal —el Old Bailey— el 2 de julio de 1879. En señal del gran interés público suscitado por el caso, la acusación estuvo a cargo del procurador general, sir Hardinge Giffard. Webster fue defendida por un prominente abogado de Londres, Warner Sleigh, y el caso fue presidido por el juez George Denman. El juicio fue tan concurrido como las audiencias anteriores en Richmond y atrajo un intenso interés a todos los niveles de la sociedad; en el cuarto día del juicio, el príncipe heredero de Suecia —el futuro rey Gustavo V— acudió a ver las actuaciones.
En el transcurso de seis días, el tribunal escuchó una sucesión de testigos armando la complicada historia de cómo Thomas había encontrado la muerte. Antes del juicio, Webster había intentado implicar al dueño del bar local John Church y a su antiguo vecino Porter, pero ambos tenían coartadas sólidas y fueron absueltos de cualquier implicación en el asesinato. Webster se declaró no culpable y su defensa trató de subrayar el carácter circunstancial de las pruebas y destacó su dedicación a su hijo como una razón por la cual no podría haber sido capaz de asesinar; sin embargo, la impopularidad pública de Webster, su actitud impasible y la escasa defensa se sumaron con fuerza en su contra. Una pieza de evidencia particularmente abrumadora provino de una sombrerera llamada María Durden, quien declaró al tribunal que Webster la había visitado una semana antes del asesinato y le había dicho que estaba yendo a Birmingham para vender algunas propiedades, joyas y una casa que su tía le había heredado. El jurado lo interpretó como una señal de que Webster había premeditado el asesinato y la condenó tras deliberar durante una hora y cuarto.
Poco después de que el jurado emitió su veredicto y justo antes de que el juez estuviera a punto de dictar sentencia, se le preguntó a Webster si había alguna razón por la cual la pena de muerte no debía ser aplicada a ella. Respondió que estaba embarazada en un aparente intento por evitar la pena de muerte. The Law Times informó que «en este escenario de incertidumbre, si no de confusión, se produjo, sin duda no del todo en armonía con la solemnidad de la ocasión». El juez comentó que «después de treinta y dos años en la profesión, nunca había estado en una investigación de este tipo». Finalmente, el secretario judicial del Assize sugirió utilizar el antiguo mecanismo arcaico de un jurado de matronas, constituido a partir de una selección de las mujeres que asistían a la corte, para pronunciarse sobre la cuestión de si Webster «tenía un niño moviéndose en el vientre». Doce mujeres fueron juramentadas junto con un cirujano llamado Bond, y acompañaron a Webster a un cuarto privado para un examen que solo tomó un par de minutos. Se emitió el veredicto de que Webster no «tenía un niño moviéndose en el vientre», aunque esto no significaba necesariamente que no estuviera embarazada, una distinción que llevó a que el presidente de la Sociedad Obstétrica de Londres protestara por el uso de «la hipótesis médica obsoleta de que el feto no está vivo hasta el llamado 'movimiento en el vientre'».
Pocos días antes de la fecha en que Webster debía ser ejecutada, el ministro del Interior R. A. Cross presentó en su nombre un recurso de apelación. Fue rechazado con una declaración oficial de que, después de considerar los argumentos expuestos, el ministro del Interior «no pudo descubrir razones suficientes para justificar asesorar a Su Majestad para interferir con el debido curso de la ley».
Antes de ser ejecutada, Webster hizo dos declaraciones en las que confesó el crimen. En la primera, implicó a Strong, el padre de su hijo, quien dijo había participado en el asesinato y era responsable de involucrarla en una vida de crimen. Se retractó el 28 de julio, la noche antes del día en que debía ser ejecutada, cuando hizo una declaración en la que asumió total responsabilidad y exoneró a Church, Porter y Strong de toda participación. Fue ahorcada al día siguiente en la prisión Wandsworth a las 9 a. m.; el verdugo William Marwood usó su recientemente desarrollada técnica de «caída larga» para causar una muerte instantánea. Después de que fue certificada su muerte, fue enterrada en una tumba sin marcar en uno de los patios de ejercicio de la prisión. La multitud que esperaba fuera aclamó cuando la bandera negra fue izada sobre los muros de la prisión, la cual significaba que la pena de muerte se había llevado a cabo.
Se realizó una subasta de las propiedades de Thomas en 2 Mayfield Cottages el día después de la ejecución de Webster. John Church, el dueño del bar, después de todo, logró obtener los muebles de Thomas, junto con otros efectos personales, incluyendo su reloj de bolsillo y el cuchillo con el que Thomas había sido desmembrada. El cobre en el que el cuerpo de Thomas había sido hervido se vendió por cinco chelines. Otros visitantes se contentaron con tomar como recuerdo pequeñas piedras y ramas del jardín. La casa permaneció desocupada hasta 1897, ya que nadie quería vivir allí después del asesinato. Incluso entonces, según el ocupante, los sirvientes se mostraban renuentes a trabajar en un lugar de tan mala fama. Posteriormente, se rumoreó que una "monja fantasmal" podía ser vista flotando sobre el lugar donde Thomas había sido enterrada.

### En inglés
- "El misterio de Barnes"
- La asesina y el verdugo, una novela biográfica de Matt Fullerty sobre el asesinato y el juicio de Webster.
- Deadly Women: Kate Webster, documental de septiembre de 2011 de Discovery Channel sobre el caso.
- Transcripción del juicio de Kate Webster en el Old Bailey

- Datos: Q2613392
- Multimedia: Murder of Julia Martha Thomas / Q2613392